# Anomalia gravitazionale

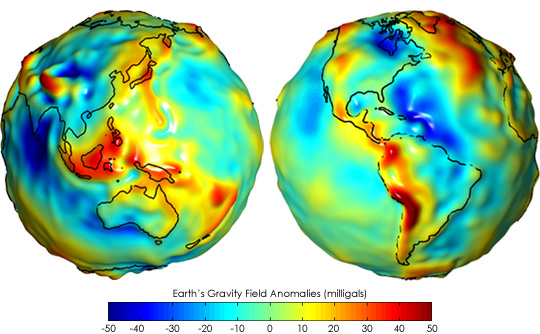
Mappa delle anomalie gravitazioni individuate da GRACE

Animazione delle anomalie gravitazionali individuate da GRACE

Un'anomalia gravitazionale o anomalia gravimetrica, è la differenza o discrepanza tra il valore misurato dell'accelerazione in caduta libera sulla superficie di un pianeta {\displaystyle g_{R}} (l'accelerazione di gravità), e il corrispondente valore teorico {\displaystyle g_{0}} previsto da un modello del campo gravitazionale del pianeta.

## Descrizione
Il modello teorico di riferimento si basa tipicamente su alcune assunzioni semplificative come quella che il pianeta, per effetto del proprio moto rotazionale e della sua gravità intrinseca, assuma la figura di un ellissoide di rotazione e in particolare di uno sferoide oblato. La gravità sulla superficie dell'ellissoide è allora data da una semplice formula che tiene conto esclusivamente della latitudine; la discrepanza con il valore effettivamente osservato della gravità in un dato punto fornisce l'anomalia gravitazionale.
I valori delle anomalie sono tipicamente molto più piccoli del valore della gravità, poiché vengono preliminarmente sottratti i contributi della massa totale del pianeta, della sua rotazione e della deformazione collegata. Le anomalie gravitazionali descrivono pertanto le variazioni locali del campo gravitazionale rispetto al campo teorico. Una anomalia gravitazionale positiva indica un valore di gravità superiore a quella prevista dal modello, suggerendo la presenza di un'anomalia di massa positiva al di sotto della superficie; al contrario, una anomalia negativa indica un valore inferiore al previsto, relativo a un deficit di massa subsuperficiale. Queste anomalie sono di particolare interesse in ambito geofisico e geologico.
Una volta che siano state fatte le misurazioni di gravità sulla topografia a livello del mare, occorre compiere un accurato processo di riduzione dei dati (che coinvolge anche gli effetti delle locali masse topografiche) per ottenere valori utilizzabili delle anomalie gravitazionali, che possono essere di vario tipo. L'estrazione corretta dei responsi per ottenere una geologia subsuperficiale è il compito tipico della geofisica applicata.

## Cause

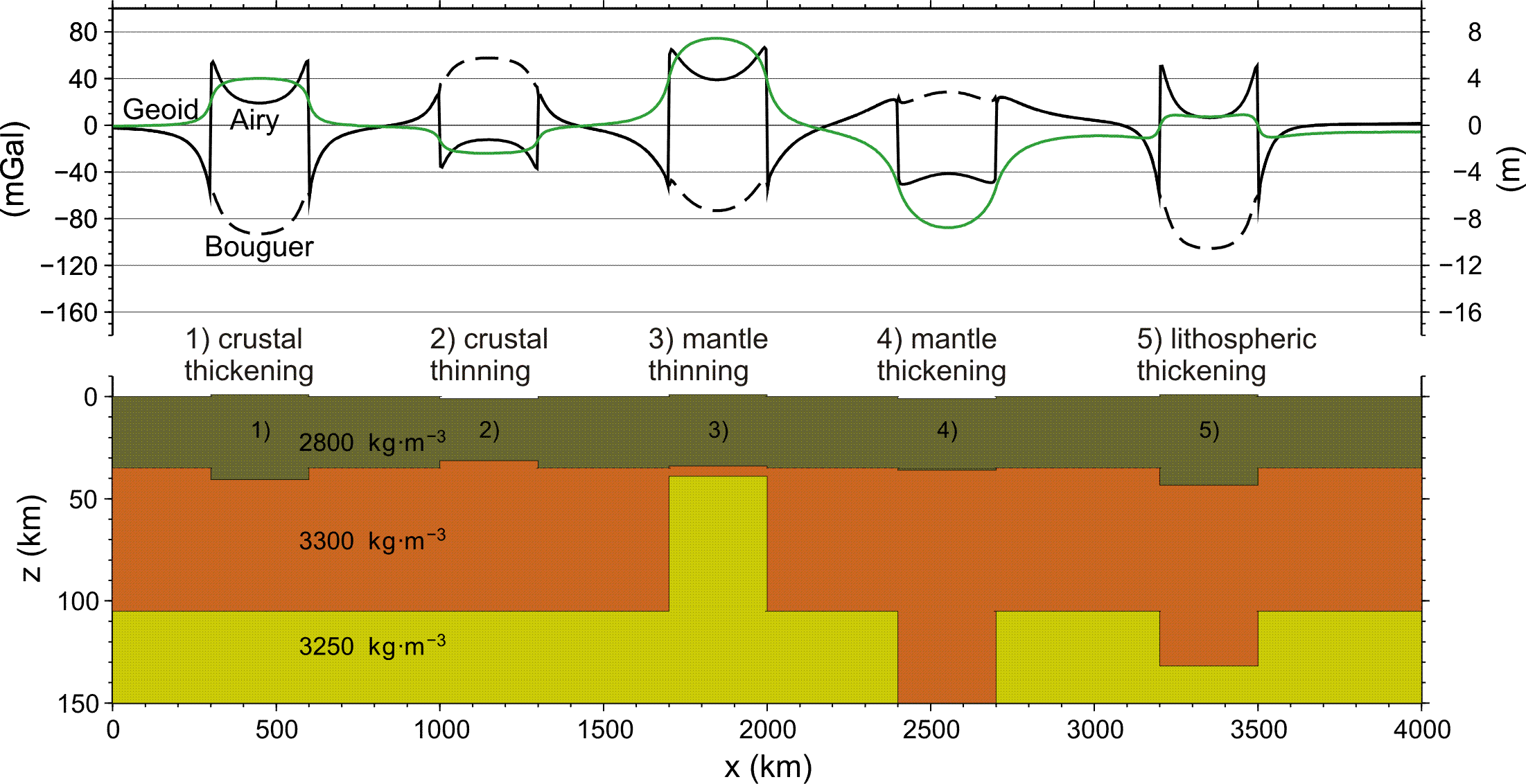
Anomalie gravitazionali e di geoide causate da variazioni della spessore della crosta e della litosfera terrestre rispetto a una configurazione di riferimento. I valori tengono conto della compensazione dell'isostasia locale con un'elevazione di +1000 o -1000 m rispetto al livello di riferimento.

Le variazioni laterali delle anomalie gravitazionali sono collegate a distribuzioni anomale della densità all'interno della Terra. Le misurazioni gravimetriche aiutano pertanto a comprendere la struttura interna del pianeta. I calcoli sintetici mostrano che la tipica forma di una anomalia gravitazionale di una crosta ispessita (come ad esempio nelle cinture orogeniche prodotte dalle collisioni continentali) è negativa e grande in valore assoluto, relativamente a un caso in cui l'ispessimento coinvolge l'intera litosfera.
Le anomalie di Bouguer sono di solito negative nelle montagne perché comportano una riduzione dell'attrazione esercitata dalla massa montagnosa di circa 100 milligal per chilometro di altezza della montagna. Nelle grandi catene montuose il valore è ancora più negativo a causa dell'isostasia: la densità della roccia alla base della montagna è più bassa di quella del circostante mantello terrestre, provocando un ulteriore deficit gravitazionale.
Le anomalie tipiche delle Alpi centrali sono dell'ordine di −150 milligal (−1,5 mm/s²). In geofisica applicata si utilizzano piuttosto le anomalie locali: un valore positivo indica la presenza di minerale metallico. A scale maggiori, le anomalie di Bouguer danno indicazioni sulla tipologia della roccia. Ad esempio i valori positivi disposti in una fascia con andamento nordest-sudovest nella parte centrale del New Jersey (vedi figura a lato) rappresentano un graben (avvallamento) del Triassico riempito di denso basalto. Invece i dipiri salini (cupole di salgemma) sono tipicamente espressi nelle mappe gravitazionali come valori bassi, perché il sale ha una densità inferiore a quella delle rocce in cui intrude. Le anomalie permettono anche di identificare un bacino sedimentario il cui riempimento differisce in densità da quello delle regioni circostanti.

## Misurazioni da satellite
Anomalie su grande scala possono essere rilevate dallo spazio come sottoprodotto delle missioni di misurazione della gravità, come il GOCE e il GRACE.
Queste missioni mirano alla ricostruzione di un modello dettagliato della gravità terrestre, presentato normalmente nella forma di una espansione in armoniche sferiche del potenziale gravitazionale della Terra o come mappa delle ondulazioni del geoide e delle anomalie gravitazionali.
Il GRACE consiste di due satelliti in grado di rilevare le variazioni gravitazionali terrestri. Questi cambiamenti possono essere presentati anche come variazioni temporali delle anomalie gravitazionali.